# Liste von Fahnenbandverleihungen an militärische Verbände in der Bundesrepublik Deutschland
Dies ist eine Liste von Fahnenbandverleihungen an militärische Verbände in der Bundesrepublik Deutschland. Ausgezeichnet werden durch die Bundesländer (Ministerpräsidenten) oder die Bundesrepublik Deutschland (Bundespräsident) sowohl deutsche (Bundeswehr) als auch ausländische Truppenteile verbündeter NATO-Staaten. Oft finden Auszeichnungen im Rahmen von Jubiläen, Truppenabzügen, Katastrophenhilfen oder Auslandseinsätzen statt – sie sind ein Zeichen der längeren Verbundenheit einer Regierung und seiner Bürger mit Einheiten, die sich um die Integration in die demokratische Gesellschaft verdient gemacht haben. Die Verleihung eines Fahnenbandes ist eine seltene und die höchste Ehrung, die einem Militärverband durch ein Land verliehen werden kann.

## Bund
- 1991: 1st Infantry Division der US Army in Göppingen[1]
- 1994: 1st Battalion, Gordon Highlanders der British Army in Berlin[2]
- 1994: 1st Battalion, Queen’s Lancashire Regiment der British Army in Berlin[2]
- 1994: 229th Signals Squadron R Signals, Berlin Infantry Brigade der British Army in Berlin[2]
- 1996: Panzergrenadierbataillon 371 in Marienberg[3]
- 1997: Gebirgsjägerbataillon 232 in Bischofswiesen
- 1997: Jagdbombergeschwader 32 in Lagerlechfeld
- 1997: Aufklärungsgeschwader 51 „Immelmann“ in Jagel
- 1997: Lufttransportgeschwader 61 in Landsberg am Lech
- 1997: Lufttransportgeschwader 62 in Wunsdorf
- 1997: Lufttransportgeschwader 63 in Hohn
- 1997: Fernmelderegiment 11 in Visselhövede
- 1997: 2. Fregattengeschwader in Wilhelmshaven
- 1997: 4. Fregattengeschwader in Wilhelmshaven
- 1997: Troßgeschwader in Wilhelmshaven
- 1997: Marinefliegergeschwader 3 „Graf Zeppelin“ in Nordholz
- 1999: 2e régiment d’artillerie des Französischen Heeres in Landau[4]
- 2002: belgische Truppen[5]
- 2010: Allied Rapid Reaction Corps der NATO in Mönchengladbach[6]
- 2011: 1st Air Cavalry Brigade der US Army in Fort Hood, Texas[7]
- 2013: 101st Provost Company der British Army in Xanten[8]
- 2014: 1st Armoured Division der British Army in Herford[9]
- 2015: 3rd Regiment Royal Horse Artillery der British Army in Bergen[10]
- 2015: 32nd Engineer Regiment der British Army in Bergen[10]
- 2015: 2nd Medical Regiment der British Army in Bergen[10]
- 2015: 1st The Queen’s Dragoon Guards der British Army in Paderborn[11]
- 2015: 102nd Logistic Brigade der British Army in Gütersloh[12]
- 2015: 1st Logistic Support Regiment der British Army in Gütersloh[13]
- 2016: 28th Engineer Regiment der British Army in Hameln[14]
- 14. September 2022: Transporthubschrauberregiment 10 in Faßberg (Fahnenband „Einsatz“)[15]
- 14. September 2022: Transporthubschrauberregiment 30 in Faßberg (Fahnenband „Einsatz“)[15]
- 26. Oktober 2022: Panzerbataillon 414 in Lohheide  (Fahnenband „Einsatz“)[16]
- 10. November 2022: Artillerielehrbataillon 325 in Munster (Fahnenband „Einsatz“)[17]
- 10. November 2022: Aufklärungslehrbataillon 3 in Lüneburg (Fahnenband „Einsatz“)[17]
- 10. November 2022: Panzergrenadierbataillon 33 in Neustadt am Rübenberge (Fahnenband „Einsatz“)[17]
- 10. November 2022: Panzergrenadierlehrbataillon 92 in Munster (Fahnenband „Einsatz“)[17]
- 10. November 2022: Panzerlehrbataillon 93 in Munster (Fahnenband „Einsatz“)[17]
- 10. November 2022: Pionierbrückenbataillon 130 in Minden (Fahnenband „Einsatz“)[17]
- 10. November 2022: Versorgungsbataillon 141 in Neustadt am Rübenberge (Fahnenband „Einsatz“)[17]
- 8. Dezember 2022: Gebirgsjägerbataillon 231 in Mittenwald (Fahnenband „Einsatz“)[18]
- 17. Dezember 2022: Aufklärungsbataillon 7 in Ahlen (Fahnenband „Einsatz“)[19]
- 17. Dezember 2022: Jägerbataillon 1 in Schwarzenborn (Fahnenband „Einsatz“)[19]
- 17. Dezember 2022: Panzerbataillon 203 in Augustdorf(Fahnenband „Einsatz“)[19]
- 17. Dezember 2022: Panzergrenadierbataillon 212 in Augustdorf (Fahnenband „Einsatz“)[19]
- 17. Dezember 2022: Panzerpionierbataillon 1 in Holzminden (Fahnenband „Einsatz“)[19]
- 17. Dezember 2022: Versorgungsbataillon 7 in Unna (Fahnenband „Einsatz“)[19]
- 12. Januar 2023: Kampfhubschrauberregiment 36 in Fritzlar (Fahnenband „Einsatz“)[20]
- 23. Januar 2023: Gebirgsaufklärungsbataillon 230 in Füssen (Fahnenband „Einsatz“)[21]
- 23. Januar 2023: Gebirgsversorgungsbataillon 8 in Füssen (Fahnenband „Einsatz“)[21]
- 3. Februar 2023: Panzergrenadierbataillon 391 in Bad Salzungen (Fahnenband „Einsatz“)[22]
- 7. Februar 2023: Panzerbataillon 393 in Bad Frankenhausen (Fahnenband „Einsatz“)[23]
- 7. Februar 2023: Versorgungsbataillon 131 in Bad Frankenhausen (Fahnenband „Einsatz“)[23]
- 8. Februar 2023: Panzerpionierbataillon 701 in Gera (Fahnenband „Einsatz“)[24]
- 15. Februar 2023: Panzerpionierbataillon 4 in Bogen (Fahnenband  „Einsatz“)[25]
- 25. April 2023: Jägerbataillon 292 in Donaueschingen (Fahnenband „Einsatz“)[26]
- 9. Mai 2023: Artilleriebataillon 295 in Stetten am kalten Markt (Fahnenband „Einsatz“)[27]
- 23. Mai 2023: Fallschirmjägerregiment 31 in Seedorf (Fahnenband „Einsatz“)[28]
- 24. Mai 2023: Panzerbataillon 104 in Pfreimd (Fahnenband „Einsatz“)[29]
- 8. Juli 2023: Artillerielehrbataillon 345 in Idar-Oberstein (Fahnenband „Einsatz“)[30]
- 9. Juli 2023: Artilleriebataillon 131 in Weiden in der Oberpfalz (Fahnenband „Einsatz“)[31]

## Länder

### Baden-Württemberg
- 1987: Fallschirmjägerbataillon 251 in Calw
- 1989: Nachschubbataillon 10 in Ellwangen
- 1990: Panzerbataillon 363 in Külsheim
- 2001: Deutsch-Französisches Versorgungsbataillon in Müllheim
- 2001: Jägerbataillon 292 in Donaueschingen[32]
- 2002: Feldjägerbataillon 751 in Stetten a.k.M.[33]
- 2005: Bundeswehrkrankenhaus Ulm[34]
- 2005: Artilleriebataillon 295 in Stetten am kalten Markt
- 2005: Deutsch-Französische Brigade in Müllheim[35]
- 2009: ABC-Abwehrregiment 750 in Bruchsal
- 2010: Landeskommando Baden-Württemberg in Stuttgart
- 2012: Transporthubschrauberregiment 30 in Niederstetten[36]
- 2013: Logistikbataillon 461 in Walldürn

### Bayern
- 1973: Führungsunterstützungsbataillon 282 in Kastellaun
- 1973: Gebirgsjägerbataillon 231 in Bad Reichenhall
- 1984: Jagdbombergeschwader 34 in Memmingerberg
- 1985: alle Verbände der 1. Gebirgsdivision in Garmisch-Partenkirchen
- 1988: Flugkörpergeschwader 1 in Landsberg am Lech
- 1991: 17th Field Artillery Brigade des VII. US-Korps der US Army in Augsburg[37]
- 1991: 1st Armored Division der US Army in Ansbach[37]
- 1999: Jagdbombergeschwader 32 in Lagerlechfeld
- 2001: Gemischtes Lazarettregiment 12 in Feldkirchen[38]
- 2005: Infanterieschule in Hammelburg[39]
- 2005: Panzerbataillon 104 in Pfreimd
- 2005: Gebirgssanitätsregiment 42 in Kempten[40]
- 2005: Offizierschule der Luftwaffe in Fürstenfeldbruck[41]
- 2005: Jagdgeschwader 74 in Neuburg an der Donau[41] (zuvor bereits 1987[42])
- 2005: IV./Luftwaffenausbildungsregiment 3 in Roth[41]
- 2006: Feldjägerbataillon 451 in München (zuvor bereits 1972, 1983 und 2000)[43]
- 2006: Jägerlehrbataillon 353 in Hammelburg[44]
- 2006: Instandsetzungsbataillon 466 in Volkach[44]
- 2006: Logistikbataillon 467 in Volkach[44]
- 2006: Pionierschule in Ingolstadt
- 2006: Panzergrenadierbataillon 352 in Mellrichstadt[45] (zuvor bereits 1986 und 2000)[46]
- 2006: Sanitätskommando IV in Bogen
- 2006: Luftwaffeninstandhaltungsregiment 1 in Erding[47]
- 2006: Gebirgspanzerartilleriebataillon 225 in Füssen
- 2006: Gebirgslogistikbataillon 8 in Füssen
- 2006: Panzerbrigade 12 in Amberg
- 2006: Sanitätslehrregiment in Feldkirchen
- 2011: Panzergrenadierbataillon 112 in Regen[48]
- 2016: 10. Panzerdivision in Veitshöchheim[49]
- 2019: Zentrum für Luft- und Raumfahrtmedizin der Luftwaffe in Fürstenfeldbruck[49]
- 2020: US Army Europe[50]

### Berlin
- 1994: 2 Royal Military Police (Britische Streitkräfte)
- 1994: 38 (Berlin) Field Squadron - Royal Engineers (Britische Streitkräfte)
- 2005: Lazarettregiment 31 in Berlin[51]
- 2021: Wachbataillon beim Bundesministerium der Verteidigung
- 2021: Einsatzgruppenversorger Berlin

### Brandenburg
Das Land Brandenburg verleiht seit 1996 Fahnenbänder:
- 1996: Pionierbataillon 801 in Storkow[52]
- 2008: Einsatzführungsbereich 3 in Schönewalde/Holzdorf[53]
- 2009: IV./Luftwaffenausbildungsregiment in Strausberg[54]
- 2010: Logistikbataillon 172 in Beelitz[55]
- 2011: Landeskommando Brandenburg in Potsdam[56]
- 2012: Fregatte Brandenburg[57]
- 2013: Führungsunterstützungsbataillon 381 in Storkow[58]
- 2015: Fernmeldebataillon 610 in Prenzlau[59]
- 2021: Einsatzführungskommando der Bundeswehr in Schwielowsee[60]
- 2022: Zentrum für Militärgeschichte und Sozialwissenschaften der Bundeswehr in Potsdam[61]

### Bremen
- 1997: Fregatte Bremen
- 1999: Marineoperationsschule in Bremerhaven

### Hamburg
- 1981: Panzergrenadierbataillon 173[62]
- 1984: Pionierbataillon 3 in Hamburg[63]
- 1986: Panzergrenadierbataillon 72 in Hamburg[63]
- 24.8.1989: Jägerbataillon 66[64]
- 2007: Führungsakademie der Bundeswehr in Hamburg[63]
- 2008: Bundeswehrkrankenhaus Hamburg[63][65]
- 2012: Fregatte Hamburg[63][66]
- 2012: Landeskommando Hamburg[63]

### Hessen
Das Land Hessen verleiht seit 1977 Fahnenbänder:
- 1977: Jägerbataillon 42 in Kassel[67]
- Panzeraufklärungsbataillon 2 in Hessisch Lichtenau[67]
- Panzergrenadierbataillon 133 in Wetzlar[67]
- Fernmeldebataillon 2 in Fuldatal[67]
- 1982: 547th Engineer Battalion der US Army in Darmstadt[67]
- 1983: Raketenartillerie-Bataillon 22 in Schwalmstadt[67]
- 1984: Nachschubbataillon 2 in Kassel[67]
- 2011: 1st Armored Division der US Army in Wiesbaden[68]
- 2011: Jägerregiment 1 in Schwarzenborn[69]
- 2013: Landeskommando Hessen in Wiesbaden
- 2014: Fregatte Hessen[70]

### Mecklenburg-Vorpommern
Das Land Mecklenburg-Vorpommern verleiht seit 1996 Fahnenbänder:
- 1996: Leitender Sanitätsoffizier Ost
- 2008: Fernmeldebataillon 801 in Fünfeichen[72]
- 2008: 1. Korvettengeschwader in Warnemünde[73]
- 2010: Flugabwehrraketengeschwader 2 in Bad Sülze[74]
- 2011: Panzergrenadierbrigade 41 in Torgelow[75][76]
- 2012: Landeskommando Mecklenburg-Vorpommern in Schwerin[77]
- 2012: 7. Schnellbootgeschwader in Rostock[71][77]
- 2014: Panzergrenadierbataillon 401 in Hagenow[78]
- 2015: Fregatte Mecklenburg-Vorpommern[79]
- 15. September 2022: Marinetechnikschule in Parow[80]

### Niedersachsen
- 1984: Flugabwehrraketenbataillon 35 in Delmenhorst
- 1984: Instandsetzungsbataillon 110 in Delmenhorst
- 1985: Lufttransportgeschwader 62 in Wunsdorf[81]
- 1985: Panzergrenadierbataillon 313 in Varel[82]
- 1988: Panzergrenadierlehrbataillon 92 in Munster
- 1988: Flugabwehrraketenbataillon 26 in Hohenkirchen/Wangerland
- 1991: Panzerbataillon 33 in Neustadt am Rübenberge
- 1992: Fregatte Niedersachsen[83]
- 1995: Technische Schule der Luftwaffe 3 in Faßberg
- 1995 Marinefliegergeschwader 3 „Graf Zeppelin“ in Nordholz[84]
- 1996: Panzerbataillon 24 in Braunschweig
- 2000: Raketenartilleriebataillon 12 in Nienburg/Weser
- 2009: Einsatzflottille 2 in Wilhelmshaven[83][85]
- 2011: Panzerlehrbrigade 9 in Munster[86]
- 2011: Transporthubschrauberregiment 10 in Faßberg[87]

### Nordrhein-Westfalen
Das Land Nordrhein-Westfalen verleiht seit 1982 Fahnenbänder:
- 1982: Feldjägerbataillon 730 in Düsseldorf[89]
- 1983: Panzeraufklärungsbataillon 7 in Augustdorf[90]
- 1984: Panzergrenadierbataillon 202 in Hemer
- 1986: Flugkörpergeschwader 2 in Wuppertal[89]
- 1987: Zerstörer Mölders[89]
- 1989: Panzerbataillon 194 in Handorf[89]
- 1990: Einsatzführungsbereich 2 in Erndtebrück
- 1996: Heeresfliegerregiment 15 in Rheine[89]
- 1997: Schule der Technischen Truppe in Aachen[89]
- 1998: Sportschule der Bundeswehr in Warendorf[91]
- 2000: Panzergrenadierbataillon 192 in Ahlen[88]
- 2001: Wachbataillon beim Bundesministerium der Verteidigung in Siegburg[88]
- 2003: Transportbataillon 801 in Lippstadt[88]
- 2006: Feldjägerbataillon 252 in Hilden[88]
- 2007: Panzerbataillon 203 in Hemer[88]
- 2007: Fernmeldebataillon 284 in Wesel[92]
- 2008: Panzerartilleriebataillon 215 in Augustdorf[93]
- 2010: Jagdbombergeschwader 31 „Boelcke“ in Nörvenich[94]
- 2012: Landeskommando Nordrhein-Westfalen in Düsseldorf[95]
- 2013: Panzergrenadierbataillon 212 in Augustdorf[88]
- 2014: schweres Pionierbataillon 130 in Minden[96]
- 2015: 1. Deutsch-Niederländisches Korps in Münster[97]
- 2016: 20th Armoured Infantry Brigade der British Army (Einheit der ehemaligen 1st Armoured Division der Britischen Rheinarmee)[98]
- 2018: Feldjägerregiment 2 in Hilden
- 13. Oktober 2022: ABC-Abwehrbataillon 7 in Höxter[99]

### Rheinland-Pfalz
- 1985: Pionierbataillon 320 in Koblenz
- 1987: Fernmeldebataillon 5 in Diez
- 1992: Zentrum Innere Führung in Koblenz
- 1998: Bataillon Operative Information 950 in Andernach[100]
- 2006: Logistikzentrum des Heeres in Bad Neuenahr-Ahrweiler[101]
- 2006: Zentrum Operative Information in Mayen[102]
- 2009: Fallschirmjägerbataillon 263 in Zweibrücken[103]
- 2010: Artillerieregiment 345 in Kusel[104]
- 2011: Landeskommando Rheinland-Pfalz in Mainz
- 2011: Fregatte Rheinland-Pfalz[105]
- 2011: Offizieranwärterbataillon in Idar-Oberstein[106]
- 2012: 86th Force Support Squadron der US Air Force in Ramstein[107]
- 2012: Führungsunterstützungsbataillon 281 in Gerolstein[108]
- 2014: Schule für Diensthundewesen der Bundeswehr in Ulmen[109]
- 26. August 2021: Sanitätsregiment 2[110]
- 30. Juni 2023: Kommando Aufklärung und Wirkung in Daun[111]

### Saarland
- 1984: Fallschirmjägerbataillon 261 in Lebach
- 1984: Fallschirmjägerbataillon 262 in Merzig
- 1984: Fallschirmjägerbataillon 263 in Saarlouis
- 2008: Luftlandebrigade 26 in Saarlouis[112]
- 2008: Landeskommando Saarland in Saarlouis[113]
- 2019: Fallschirmjägerregiment 26 der Luftlandebrigade 1 in Saarlouis[114]

### Sachsen
- 1999: Heeresunteroffiziersschule IV in Delitzsch[115]
- 2010: Panzergrenadierbrigade 37 in Frankenberg[116]

### Sachsen-Anhalt
Das Land Sachsen-Anhalt verleiht seit 1995 Fahnenbänder:
- 1995: 5 Verbände[117]
- 2008: Sanitätskommando III in Weißenfels[118][119]
- 2009: Logistikregiment 17 in Burg[117]
- 2011: Landeskommando Sachsen-Anhalt in Magdeburg[117]

### Schleswig-Holstein
Das Land Schleswig-Holstein verleiht seit 1978 Fahnenbänder:
- 1978: Marinefliegergeschwader 5 in Kiel
- 1978: Pionierbataillon 620[121]
- 08.09.1978: Feldartilleriebataillon 61[122]
- 08.07.1979: Marinewaffenschule in Eckernförde
- 08.07.1979: Leichtes Kampfgeschwader 41 in Husum
- 08.07.1979: Luftwaffenversorgungsregiment 7 in Husum
- 08.07.1979: Panzergrenadierbataillon 182 in Bad Segeberg[123]
- 08.07.1979: Panzerbataillon 184 in Neumünster
- 08.07.1979: Panzerartilleriebataillon 185 in Boostedt
- 08.07.1979: Heeresfliegerregiment 6 in Hungriger Wolf
- 08.07.1979: Raketenartilleriebataillon 650 in Flensburg
- 08.07.1979: Jägerbataillon 381 in Flensburg
- 08.07.1979: Jägerbataillon 391 in Putlos[124]
- 1980: Panzeraufklärungsbataillon 6 in Eutin[125]
- 12.06.1980: Feldjägerbataillon 610 in Heide
- 12.06.1980: Panzerbataillon 183[126]
- 1981: Lufttransportgeschwader 63 in Hohn
- 1981: Panzerbataillon 184[127]
- 11.06.1981: Panzerbataillon 164 im Schloßpark zu Plön[128]
- 12.06.1981: Panzerflugabwehrraketenlehrbataillon 610[129]
- 13.06.1981: Raketenartilleriebataillon 62[130]
- 1982: Flugabwehrraketenbataillon 39 in Eckernförde
- 1982: Panzerartilleriebataillon 165 in Wentorf[131]
- 10.06.1982: Beobachtungsbataillon 63[132]
- 10.06.1982:  Fernmeldebataillon 610 in Rendsburg[133][134]
- 09.06.1983: Panzerbataillon 513[135]
- 09.06.1983: Panzergrenadierbataillon 161[136]
- 1983: Flugabwehrlehrregiment 6[137]
- 1984: Panzerartilleriebataillon 177[138]
- 1985: Jägerbataillon 66 in Wentorf
- 1985: Jägerbataillon 712[139]
- 1986: Jägerbataillon 612[139]
- 1986: 3. Minensuchgeschwader in Kiel
- 1987: 7. Schnellbootgeschwader in Kiel[71]
- 1987: Jägerbataillon 713[139]
- 1988: Nachschubkompanie Sw 611[140]
- 09.06.1988: Sicherungsbataillon 610[141]
- 1999: Aufklärungsgeschwader 51 „Immelmann“ in Jagel[142]
- 2008: Sanitätskommando I in Kiel[143]
- 2013: Unteroffizierschule der Luftwaffe in Appen[144]
- 2013: Fregatte Schleswig-Holstein[145]
- 2015: Flugabwehrraketengruppe 26 in Husum[146]
- 2017 Landeskommando Schleswig-Holstein[147]

### Thüringen
- 2001: Panzergrenadierbataillon 391 in Bad Salzungen[148]
- 2001: Panzerbataillon 393 in Bad Salzungen[148]
- 2002: Panzerbataillon 383 in Bad Frankenhausen[149]
- 2003: Panzeraufklärungsbataillon 13 in Gotha[150]
- 2009: Artillerieregiment 100 in Mühlhausen[151]
- 2007: Panzerbataillon 393 in Bad Frankenhausen/Kyffhäuser
- 2011: Raketenartilleriebataillon 132 in Sondershausen[152]
- 2012: Logistikbataillon 131 in Bad Frankenhausen[153]
- 2013: Panzergrenadierbrigade 37 in Frankenberg[154]
- 2013: Landeskommando Thüringen in Erfurt[155]
- 2022: Informationstechnikbataillon 383 in Erfurt[156]